# ポール・マッセイ (音響技術者)
ポール・マッセイ（Paul Massey, 1958年2月10日 - ）は、イングランドの音響技術者である。アカデミー賞録音賞に10度ノミネートされ、『ボヘミアン・ラプソディ』（2018年）で受賞を果たした。

## 受賞とノミネート
| 賞               | 年     | 部門   | 作品名                                              | 結果       |
| ---------------- | ------ | ------ | --------------------------------------------------- | ---------- |
| アカデミー賞     | 1994年 | 録音賞 | レジェンド・オブ・フォール/果てしなき想い           | ノミネート |
| アカデミー賞     | 1997年 | 録音賞 | エアフォース・ワン                                  | ノミネート |
| アカデミー賞     | 2003年 | 録音賞 | マスター・アンド・コマンダー                        | ノミネート |
| アカデミー賞     | 2005年 | 録音賞 | ウォーク・ザ・ライン/君につづく道                   | ノミネート |
| アカデミー賞     | 2006年 | 録音賞 | パイレーツ・オブ・カリビアン/デッドマンズ・チェスト | ノミネート |
| アカデミー賞     | 2007年 | 録音賞 | 3時10分、決断のとき                                 | ノミネート |
| アカデミー賞     | 2015年 | 録音賞 | オデッセイ                                          | ノミネート |
| アカデミー賞     | 2018年 | 録音賞 | ボヘミアン・ラプソディ                              | 受賞       |
| アカデミー賞     | 2019年 | 録音賞 | フォードvsフェラーリ                                | ノミネート |
| アカデミー賞     | 2021年 | 録音賞 | 007/ノー・タイム・トゥ・ダイ                        | ノミネート |
| 英国アカデミー賞 | 1992年 | 音響賞 | ラスト・オブ・モヒカン                              | ノミネート |
| 英国アカデミー賞 | 2000年 | 音響賞 | あの頃ペニー・レインと                              | 受賞       |
| 英国アカデミー賞 | 2004年 | 音響賞 | マスター・アンド・コマンダー                        | 受賞       |
| 英国アカデミー賞 | 2005年 | 音響賞 | ウォーク・ザ・ライン/君につづく道                   | 受賞       |
| 英国アカデミー賞 | 2006年 | 音響賞 | パイレーツ・オブ・カリビアン/デッドマンズ・チェスト | ノミネート |
| 英国アカデミー賞 | 2015年 | 音響賞 | オデッセイ                                          | ノミネート |
| 英国アカデミー賞 | 2018年 | 音響賞 | ボヘミアン・ラプソディ                              | 受賞       |
| 英国アカデミー賞 | 2019年 | 音響賞 | フォードvsフェラーリ                                | ノミネート |
| 英国アカデミー賞 | 2021年 | 音響賞 | 007/ノー・タイム・トゥ・ダイ                        | ノミネート |